# Glenda Raymond
Glenda Raymond (Melbourne, 26 d'octubre, 1922 - Idem. 2 de maig, 2003) va ser una soprano australiana amb una llarga carrera a la ràdio i als escenaris de Melbourne, estretament relacionada amb el director d'orquestra Hector Crawford, amb qui es va casar més tard.

## Biografia
Raymond va néixer en una família de músics, l'única filla de la soprano Veta Coraline Ryan, de soltera Furlong, i de Cleveland Vivian Ryan, que es van divorciar el 1929.
Va ser criada per la seva àvia Annie Furlong, de soltera Wemyss, al suburbi costaner de Melbourne de Sandringham.
Després de deixar l'escola, el diminutiu Raymond (llavors anomenat Glenda Ryan) va ser emprat com a empleada de banc (mecanògraf taquigràfic?) a Prahran, Melbourne. El 1944 va entrar en la llista final per a una opoeició d'entrada al Melbourne University Conservatorium. Un altre a la llista era el violinista Leonard Dommett. Al maig de 1944, estava utilitzant "Raymond", almenys com a nom artístic.
Hi ha diverses històries diferents de com va començar a la ràdio: en un relat va fallar en una audició per a una recerca de talent de ràdio, i estava tan indignada que es va enfrontar a Hector Crawford, qui va reconèixer el seu talent. Un altre, de la mateixa Raymond, la va tenir en un estudi de gravació, fent una gravació personal com a regal per a algun membre de la família, i va ser escoltada per Crawford, qui la va convidar a aparèixer als seus concerts "Music for the People",{nota, a} dels quals va ser conductor. Un d'aquests concerts es va celebrar a l'Ajuntament de Coburg el juliol de 1944. En qualsevol cas, Crawford la va recomanar a una professora, Pauline Bindley, la seva educadora durant els propers cinc anys.
La seva carrera com a cantant va començar el 1946, quan va ser escollida per interpretar la veu cantant de l'adulta Nellie Melba a la sèrie de ràdio Melba, emesa a les estacions de ràdio 3DB i 3LK de Melbourne, i venuda a les emissores d'Austràlia. No es va estalviar cap despesa en fer aquesta sèrie de 50 episodis: Raymond va cantar totes les notes del repertori de Melba amb una orquestra simfònica completa en la tonalitat original. La seva interpretació va ser elogiada per la senyora George Armstrong, la nora de Melba.
La seva reputació va créixer amb una sèrie de concerts de ràdio "Opera for the People" que va aparèixer a la seva estrena, La Bohème el 1946, seguit de molts altres. Raymond es va convertir en una celebritat.
El 1948, acompanyada pel baix-baríton David Allen i l'acompanyant de piano Eunice Garland, {nota, b} es va embarcar en una gira de recaptació de fons per portar-la a Itàlia per a una formació posterior. Vacuum Oil Company (Mobil) va ser un patrocinador, encara que fins a quin punt no es va esmentar en la seva publicitat. Va marxar a Londres amb el vaixell Orion l'agost de 1948.
La seva intenció expressa era estudiar a Milà, però no s'ha trobat cap registre de la seva viatja a Itàlia o de contacte amb Lina Pagliughi. Un dels seus primers contactes a Londres va ser amb el professor Dino Borgioli, al "Queen's Gate" a Londres. Després va tenir una entrevista amb Basil Cameron i una audició a Wigmore Hall, després de la qual va ser contractada per cantar el paper d'"Etain" a The Immortal Hour de Rutland Boughton amb l'Orquestra Filharmònica de Londres al "Great Hall" de el "People's Palace" el 4 d'abril.
El seu "Etain" va rebre bones noticies del The Times, i va trobar treball habitual amb la BBC, inclosa una aparició a la televisió, també amb l'Orquestra Filharmònica de Londres, inclòs un concert al Royal Albert Hall. Va estudiar amb Borgioli, al costat del guanyador del concurs "Sun Aria", John Lanigan. Va tornar a Sydney el 1949, i d'allí a Melbourne. Alguns dels seus seguidors estaven decebuts pel seu primer retorn i sense haver estudiat a Milà. Potser van sentir disgust amb el seu viatge en avió, molt car als anys quaranta, impropi per a un artista en dificultats.
Va fer el seu primer concert de tornada a l'Alfred Hall, el 3 de setembre de 1949, amb Ballarat, el premi Hollway i la seva dona entre el públic, seguit d'una aparició com a convidada a la final de Mobil Quest, en la qual el guanyador va ser el baríton Ronal Jackson, i Joan Sutherland una de les semifinalistes. Jackson va ser vocalista convidat al concert de Raymond al Melbourne Town Hall l'11 d'octubre. Un crític va suggerir que havia passat el seu temps a l'estranger, no estudiant, sinó només cantant.
El 17 de febrer va cantar en un concert de benefici a l'Ajuntament de Melbourne per al jove violinista Desmond Bradley, acompanyada per Eunice Garland, a la vida real la seva mare. El 22 de febrer va participar en una recreació, o més ben dit en la celebració, del concert de comiat de Melba al Royal Albert Hall el 25 de juny de 1926. Altres sopranos que hi van participar van ser Barbara Wilson i Joan Arnold. Els números de Raymond incloïen Home, Sweet Home. Va volar a Sydney cinc dies després i va marxar a Londres l'1 de març. Va aparèixer en la segona reposició de The Immortal Hour de Boughton, dirigit pel compositor en lloc de l'anunciat anteriorment Sir Adrian Boult. Dels quatre principals, baix, baríton, tenor i soprano, tres eren australians: Arnold Matters, Douglas Parnell i Glenda Raymond. El teatre només estava ple d'un terç, a causa d'una publicitat inadequada Va tornar al Royal Albert Hall i al Wigmore Hall, guanyant els elogis del crític del The Times, i va compartir escenari amb el baríton de Sydney John Cameron. Va tornar a Melbourne per aire el juliol de 1950. Més tard aquell any, Dorothy Crawford va produir un programa de varietats Glenda, amb Hector Crawford i orquestra i diversos convidats, que es va emetre a 3DB. John Amadio era un convidat habitual. Mentrestant també participava als concerts "Music for the People" al Jardí Botànic.

## Matrimoni i després
El 1949 es va revelar que Raymond i un militar de la RAAF havien estat compromesos per casar-se, encara que no s'han trobat més detalls ni confirmació. Va anunciar el seu imminent retorn a Londres, però va acceptar la proposta de matrimoni de Crawford. Es van casar en una cerimònia molt privada el 10 de novembre de 1950 a Melbourne. Entre els convidats hi havia el pare de Raymond, el primer ministre John Cain i la seva filla Joan Cain. Una celebració posterior va ser menys secreta.
El treball posterior de Raymond per a l'Australian Broadcasting Commission va ser elogiat pel crític del Sydney Morning Herald com una cantant igual d'atractiu, però més reflexiu que ell mateix.
El primer dels concerts "Music for the People" que es van celebrar al Sidney Myer Music Bowl va tenir lloc el 19 de febrer de 1961, i Raymond va ser freqüentment col·laboradora.

## Enregistraments
ABC Records va publicar un LP recopilatori d'obres de Raymond: ABC CLASSICS Australian Heritage Series 472 689 2 [73,46]
| Compositor              | Òpera                   | Ària                                                                                         | acompanyant                           |
| ----------------------- | ----------------------- | -------------------------------------------------------------------------------------------- | ------------------------------------- |
| Gioachino Rossini       | Il barbiere di Siviglia | 1: Una voce poco fa 2: Dunque io son                                                         | Geoffrey Chard, bar.                  |
| Jacques Offenbach       | Les contes d'Hoffmann   | 3: Les oiseaux dans la charmille 4: Belle nuit, ô nuit d'amour 5: Elle a fui, la tourterelle | John Lanigan, ten. (all exc. tr. 5)   |
| Giacomo Puccini         | La bohème               | 6: O soave fanciulla                                                                         | John Lanigan, ten.                    |
| Ambroise Thomas         | Hamlet Mignon           | 7: Pâle et blonde 8: Je suis Tatania                                                         |                                       |
| Giuseppe Verdi          | Rigoletto               | 9: Tutte le Feste                                                                            |                                       |
| Charles Gounod          | Faust                   | 10: Alerte! Ou vous êtes perdus!                                                             | John Lanigan, ten., David Allen, bar. |
|                         | Mireille                | 11: Valse ariette: O légère hirondelle                                                       |                                       |
|                         | Roméo et Juliette       | 12: Où suis-je?                                                                              | John Lanigan, ten.                    |
| Gaetano Donizetti       | La fille du régiment    | 13: Ah bruit de la guerre                                                                    | David Allen, bar.                     |
| Wolfgang Amadeus Mozart | Così fan tutte          | 14: Ah guarda, sorella                                                                       | Sylvia McPherson, mezzo               |
| Heinrich Proch          |                         | 15: Deh! torna mio bene                                                                      |                                       |
| Friedrich von Flotow    | Martha                  | 16: Letzte Rose                                                                              | John Lanigan, ten.                    |
| Ruggero Leoncavallo     | Pagliacci               | 17: Hui! Stridono lassú                                                                      |                                       |
| Robert Burns            |                         | 18: Comin thro' the rye                                                                      |                                       |
| Francesco Tosti         |                         | 19: Goodbye                                                                                  |                                       |

-- Australian Symphony Orchestra/Hector Crawford --